# Wereldkampioenschap voetbal 1986 (kwalificatie UEFA)
32 teams schreven zich in voor de kwalificatie van het wereldkampioenschap voetbal 1986. De 32 teams werden over 7 groepen verdeeld. In totaal kwalificeerden  14 landen zich voor het hoofdtoernooi.

## Opzet
- Groep 1, 5 en 7: Vier teams, de groepswinnaars kwalificeerden zich. De nummers 2 van groep 1 en 5 spelen een barragewedstrijd voor een WK-ticket. De nummer 2 van groep 7 speelt een barragewedstrijd tegen de winnaar van de OFC-kwalificatie.
 (Oorspronkelijk zouden de nummers 2 van groepen 1, 5 en 7 een volledige competitie spelen waarvan de winnaar zich zou kwalificeren en de nummer twee een barragewedstrijd tegen de winnaar van de OFC-kwalificatie zou spelen.[1] Op verzoek van onder andere de KNVB en KBVB werd deze opzet versimpeld. [2]).
- Groep 2, 3, 4 en 6: Vijf teams, de groepswinnaars en de nummers 2 kwalificeerden zich.

## Loting
De loting voor de kwalificatie vond plaats op 7 december 1983 in 
Zürich, Zwitserland. Bij deze loting werden de landen verdeeld in 5 potten. 
| Pot A                                                                 | Pot B                                                                             | Pot C                                                   | Pot D                                                         | Pot E                             |
| --------------------------------------------------------------------- | --------------------------------------------------------------------------------- | ------------------------------------------------------- | ------------------------------------------------------------- | --------------------------------- |
| West-Duitsland Polen Frankrijk Engeland Sovjet-Unie Oostenrijk Spanje | Noord-Ierland België Hongarije Schotland Joegoslavië Tsjecho-Slowakije Denemarken | Ierland Wales Nederland Roemenië Zweden DDR Griekenland | Bulgarije Portugal Zwitserland IJsland Albanië Turkije Cyprus | Noorwegen Finland Malta Luxemburg |

## Gekwalificeerde landen
| FIFA-lid       | Confederatie | Kwalificatie        | Aantal dln. (inclusief 1986) | Dln. op rij | Eerste dln. | Laatste dln. | Titels (exclusief 1986) | Beste prestatie |
| -------------- | ------------ | ------------------- | ---------------------------- | ----------- | ----------- | ------------ | ----------------------- | --------------- |
| Italië         | UEFA         | Titelverdediger     | 11e                          | 7           | 1934        | 1982         | 3                       | Winnaar         |
| Polen          | UEFA         | Winnaar groep 1     | 5e                           | 4           | 1938        | 1982         | 0                       | Derde           |
| West-Duitsland | UEFA         | Winnaar groep 2     | 11e                          | 9           | 1934        | 1982         | 2                       | Winnaar         |
| Portugal       | UEFA         | Tweede groep 2      | 2e                           | 1           | 1966        | 1966         | 0                       | Derde           |
| Engeland       | UEFA         | Winnaar groep 3     | 8e                           | 2           | 1950        | 1982         | 1                       | Winnaar         |
| Noord-Ierland  | UEFA         | Tweede groep 3      | 3e                           | 2           | 1958        | 1982         | 0                       | Kwartfinale     |
| Frankrijk      | UEFA         | Winnaar groep 4     | 9e                           | 3           | 1930        | 1982         | 0                       | Derde           |
| Bulgarije      | UEFA         | Tweede groep 4      | 5e                           | 1           | 1962        | 1974         | 0                       | Groepsfase      |
| Hongarije      | UEFA         | Winnaar groep 5     | 9e                           | 3           | 1934        | 1982         | 0                       | Tweede          |
| Denemarken     | UEFA         | Winnaar groep 6     | 1e                           | 1           | n.v.t.      | n.v.t.       | n.v.t.                  | n.v.t.          |
| Sovjet-Unie    | UEFA         | Tweede groep 6      | 6e                           | 2           | 1958        | 1982         | 0                       | Vierde          |
| Spanje         | UEFA         | Winnaar groep 7     | 7e                           | 3           | 1934        | 1982         | 0                       | Vierde          |
| België         | UEFA         | Winnaar play-off    | 7e                           | 2           | 1930        | 1982         | 0                       | Tweede ronde    |
| Schotland      | UEFA         | play-off (UEFA–OFC) | 6e                           | 4           | 1954        | 1982         | 0                       | Groepsfase      |

## Groepen en wedstrijden
Legenda

### Groep 1
België begon de cyclus met een weinig overtuigende overwinning op Albanië: 3-1 met het eerste interlanddoelpunt van de nog jonge Enzo Scifo. Aangezien de enige concurrent Polen gelijkspeelde in een thuiswedstrijd tegen hetzelfde Albanië, ging België vlak voor kerst 1984 met een gunstig uitgangspunt op weg op een "Balkan-trip". De eerste wedstrijd tegen Griekenland leverde een doelpuntloos gelijkspel op. De tweede wedstrijd tegen Albanië eindigde in een onverwachte nederlaag, de derde overwinning voor Albanië ooit in een WK-wedstrijd. België moest in de achtervolging en boekte een 2-0 overwinning op Polen, met doelpunten van Jan Ceulemans en Frank Vercauteren. 
Omdat Polen de uitwedstrijden van Griekenland en Albanië wel won, moest België in Chorzów opnieuw winnen van de Polen. In dat duel toonden beide teams amper aanvalsdrift en het duel eindigde in een doelpuntloos gelijkspel. De Belgen stevenden zo af op een confrontatie met buurman Nederland, Polen plaatste zich voor de vierde achtereenvolgende keer voor een WK, maar was lang niet zo sterk meer als daarvoor, alleen Zbigniew Boniek was nog over van de "gouden generatie".
| Pos | Land        | Wed | Win | Gel | Ver | DV | DT | +/− | Pnt |
| --- | ----------- | --- | --- | --- | --- | -- | -- | --- | --- |
| 1.  | Polen       | 6   | 3   | 2   | 1   | 10 | 6  | +4  | 8   |
| 2.  | België      | 6   | 3   | 2   | 1   | 7  | 3  | +4  | 8   |
| 3.  | Albanië     | 6   | 1   | 2   | 3   | 6  | 9  | −3  | 4   |
| 4.  | Griekenland | 6   | 1   | 2   | 3   | 5  | 10 | −5  | 4   |

|                                                      |                                                      |       |                 |                                                                                |
| 17 oktober 1985 «onderlinge duels» 20:00 uur (UTC+1) | België                                               | 3 – 1 | Albanië         | Heizelstadion, Brussel Toeschouwers: 8.978 Scheidsrechter: Arto Ravander (FIN) |
| 17 oktober 1985 «onderlinge duels» 20:00 uur (UTC+1) | Nico Claesen 59' Enzo Scifo 83' Eddy Voordeckers 87' |       | 69' Bedri Omuri | Heizelstadion, Brussel Toeschouwers: 8.978 Scheidsrechter: Arto Ravander (FIN) |

|                                                  |                                                                            |       |                       |                                                                                     |
| 17 oktober 1984 «onderlinge duels» 17:00 (UTC+1) | Polen                                                                      | 3 – 1 | Griekenland           | Stadion Górnika, Zabrze Toeschouwers: 15.000 Scheidsrechter: Svein Inge Thime (NOR) |
| 17 oktober 1984 «onderlinge duels» 17:00 (UTC+1) | Włodzimierz Smolarek 62' Dariusz Dziekanowski 65' Dariusz Dziekanowski 79' |       | 35' Tasos Mitropoulos | Stadion Górnika, Zabrze Toeschouwers: 15.000 Scheidsrechter: Svein Inge Thime (NOR) |

|                                                  |                                             |       |                                  |                                                                               |
| 31 oktober 1984 «onderlinge duels» 17:00 (UTC+1) | Polen                                       | 2 – 2 | Albanië                          | Stadion Stali, Mielec Toeschouwers: 24.500 Scheidsrechter: Bruno Galler (SUI) |
| 31 oktober 1984 «onderlinge duels» 17:00 (UTC+1) | Włodzimierz Smolarek 23' Andrzej Pałasz 80' |       | 55' Bedri Omuri 75' Agustin Kola | Stadion Stali, Mielec Toeschouwers: 24.500 Scheidsrechter: Bruno Galler (SUI) |

|                                                       |             |       |        |                                                                                                   |
| 19 december 1984 «onderlinge duels» 16:30 uur (UTC+2) | Griekenland | 0 – 0 | België | Olympisch Stadion Spyridon Louis, Athene Toeschouwers: 23.194 Scheidsrechter: Heinz Fahnler (AUT) |
| 19 december 1984 «onderlinge duels» 16:30 uur (UTC+2) |             |       |        | Olympisch Stadion Spyridon Louis, Athene Toeschouwers: 23.194 Scheidsrechter: Heinz Fahnler (AUT) |

|                                                       |                                |       |        |                                                                                                  |
| 22 december 1984 «onderlinge duels» 14:00 uur (UTC+1) | Albanië                        | 2 – 0 | België | Qemal Stafastadion, Tirana Toeschouwers: 19.802 Scheidsrechter: Victoriano Sánchez Arminio (ESP) |
| 22 december 1984 «onderlinge duels» 14:00 uur (UTC+1) | Mirel Josa 69' Arben Minga 86' |       |        | Qemal Stafastadion, Tirana Toeschouwers: 19.802 Scheidsrechter: Victoriano Sánchez Arminio (ESP) |

|                                                       |                                           |       |         |                                                                                              |
| 27 februari 1985 «onderlinge duels» 16:15 uur (UTC+2) | Griekenland                               | 2 – 0 | Albanië | Olympisch Stadion Spyridon Louis, Athene Toeschouwers: 8.133 Scheidsrechter: Ioan Igna (ROU) |
| 27 februari 1985 «onderlinge duels» 16:15 uur (UTC+2) | Dimitris Saravakos 9' Kostas Antoniou 37' |       |         | Olympisch Stadion Spyridon Louis, Athene Toeschouwers: 8.133 Scheidsrechter: Ioan Igna (ROU) |

|                                                    |                                      |       |             |                                                                                 |
| 27 maart 1985 «onderlinge duels» 20:00 uur (UTC+1) | België                               | 2 – 0 | Griekenland | Heizelstadion, Brussel Toeschouwers: 31.007 Scheidsrechter: Keith Hackett (ENG) |
| 27 maart 1985 «onderlinge duels» 20:00 uur (UTC+1) | Frank Vercauteren 69' Enzo Scifo 89' |       |             | Heizelstadion, Brussel Toeschouwers: 31.007 Scheidsrechter: Keith Hackett (ENG) |

|                                             |                                             |       |       |                                                                                   |
| 1 mei 1985 «onderlinge duels» 20:00 (UTC+2) | België                                      | 2 – 0 | Polen | Heizel Stadion, Brussel Toeschouwers: 48.310 Scheidsrechter: Malcolm Moffat (NIR) |
| 1 mei 1985 «onderlinge duels» 20:00 (UTC+2) | Erwin Vandenbergh 30' Frank Vercauteren 52' |       |       | Heizel Stadion, Brussel Toeschouwers: 48.310 Scheidsrechter: Malcolm Moffat (NIR) |

|                                              |                        |       |                                                                                           |                                                                                     |
| 19 mei 1985 «onderlinge duels» 18:30 (UTC+3) | Griekenland            | 1 – 4 | Polen                                                                                     | Olympisch Stadion, Athene Toeschouwers: 40.000 Scheidsrechter: Zoran Petrović (YUG) |
| 19 mei 1985 «onderlinge duels» 18:30 (UTC+3) | Nikos Anastopoulos 47' |       | 25' Włodzimierz Smolarek 58' Marek Ostrowski 78' Zbigniew Boniek 90' Dariusz Dziekanowski | Olympisch Stadion, Athene Toeschouwers: 40.000 Scheidsrechter: Zoran Petrović (YUG) |

|                                              |         |                     |       |                                                                                      |
| 30 mei 1985 «onderlinge duels» 17:30 (UTC+2) | Albanië | 0 – 1               | Polen | Qemal Stafastadion, Tirana Toeschouwers: 20.000 Scheidsrechter: Yordan Zhezhov (BUL) |
| 30 mei 1985 «onderlinge duels» 17:30 (UTC+2) |         | 24' Zbigniew Boniek |       | Qemal Stafastadion, Tirana Toeschouwers: 20.000 Scheidsrechter: Yordan Zhezhov (BUL) |

|                                                    |       |       |        |                                                                                 |
| 11 september 1985 «onderlinge duels» 17:30 (UTC+2) | Polen | 0 – 0 | België | Śląskistadion, Chorzów Toeschouwers: 70.000 Scheidsrechter: Bob Valentine (SCO) |
| 11 september 1985 «onderlinge duels» 17:30 (UTC+2) |       |       |        | Śląskistadion, Chorzów Toeschouwers: 70.000 Scheidsrechter: Bob Valentine (SCO) |

|                                                      |                 |       |                       |                                                                                   |
| 30 oktober 1985 «onderlinge duels» 14:30 uur (UTC+1) | Albanië         | 1 – 1 | Griekenland           | Qemal Stafastadion, Tirana Toeschouwers: 17.000 Scheidsrechter: Raul Nazaré (POR) |
| 30 oktober 1985 «onderlinge duels» 14:30 uur (UTC+1) | Bedri Omuri 26' |       | 51' Giorgos Skartados | Qemal Stafastadion, Tirana Toeschouwers: 17.000 Scheidsrechter: Raul Nazaré (POR) |

### Groep 2
Na het EK in Frankrijk werd Jupp Derwall ontslagen en nam oud-speler Franz Beckenbauer de leiding over bij Duitsland. De eerste thuiswedstrijd tegen Zweden werd pas in de slotfase gewonnen en de uitwedstrijd tegen Malta leverde een magere 3-2-overwinning op. Het begon steeds beter te lopen bij "die Mannschaft". na vijf overwinningen op rij was Duitsland zo goed als geplaatst. De uitwedstrijden tegen Portugal en Tsjecho-Slowakije werden gewonnen, vooral een 1-5 overwinning in Praag na een 0-4 ruststand was opmerkelijk. Inmiddels had Lothar Matthäus na vier jaar een basisplaats veroverd en vormde hij een solide koppel met Andreas Brehme. Ook Karl-Heinz Rummenigge vond zijn vorm terug ondanks wat relatief moeizame jaren bij zijn nieuwe club Inter Milan. In de uitwedstrijd tegen Zweden verspeelde "die Mannschaft" een 2-0 voorsprong, maar het gelijkspel was genoeg voor plaatsing voor het WK. 
Zweden en Portugal streden om de tweede plaats. Portugal stond er met acht punten uit zeven wedstrijden iets slechter voor dan Zweden (7 uit 6) en moest winnen in West-Duitsland om zijn kans te behouden. In Stuttgart verzorgde Carlos Manuel het winnende doelpunt. Omdat Zweden van Tsjecho-Slowakije verloor, was de ploeg geplaatst, voor het eerst sinds 1966. Portugal moest het wel stellen zonder middenvelder Chalana, die geveld was door een chronische blessure. Het was de eerste nederlaag voor West-Duitsland in een kwalificatiewedstrijd.
| Pos | Land              | Wed | Win | Gel | Ver | DV | DT | +/− | Pnt |
| --- | ----------------- | --- | --- | --- | --- | -- | -- | --- | --- |
| 1.  | West-Duitsland    | 8   | 5   | 2   | 1   | 22 | 9  | +13 | 12  |
| 2.  | Portugal          | 8   | 5   | 0   | 3   | 12 | 10 | +2  | 10  |
| 3.  | Zweden            | 8   | 4   | 1   | 3   | 14 | 9  | +5  | 9   |
| 4.  | Tsjecho-Slowakije | 8   | 3   | 2   | 3   | 11 | 12 | −1  | 8   |
| 5.  | Malta             | 8   | 0   | 1   | 7   | 6  | 25 | −19 | 1   |

|                                              |                                                                                           |       |       |                                                                                 |
| 23 mei 1984 «onderlinge duels» 19:00 (UTC+2) | Zweden                                                                                    | 4 – 0 | Malta | Idrottsparken, Norrköping Toeschouwers: 18.819 Scheidsrechter: David Syme (SCO) |
| 23 mei 1984 «onderlinge duels» 19:00 (UTC+2) | Thomas Sunesson 4' Dan Corneliusson 37' Ingemar Erlandsson 70' (pen.) Thomas Sunesson 75' |       |       | Idrottsparken, Norrköping Toeschouwers: 18.819 Scheidsrechter: David Syme (SCO) |

|                                                        |        |                    |          |                                                                               |
| 12 september 1984 «onderlinge duels» 19:00 uur (UTC+2) | Zweden | 0 – 1              | Portugal | Råsundastadion, Solna Toeschouwers: 30.136 Scheidsrechter: Joël Quiniou (FRA) |
| 12 september 1984 «onderlinge duels» 19:00 uur (UTC+2) |        | 79' Fernando Gomes |          | Råsundastadion, Solna Toeschouwers: 30.136 Scheidsrechter: Joël Quiniou (FRA) |

|                                                    |                                          |       |                   |                                                                                     |
| 14 oktober 1984 «onderlinge duels» 15:00 uur (UTC) | Portugal                                 | 2 – 1 | Tsjecho-Slowakije | Estádio das Antas, Porto Toeschouwers: 18.357 Scheidsrechter: George Courtney (ENG) |
| 14 oktober 1984 «onderlinge duels» 15:00 uur (UTC) | Diamantino Miranda 14' Carlos Manuel 48' |       | 39' Petr Janečka  | Estádio das Antas, Porto Toeschouwers: 18.357 Scheidsrechter: George Courtney (ENG) |

|                                                      |                                        |       |        |                                                                                        |
| 17 oktober 1984 «onderlinge duels» 20:15 uur (UTC+1) | West-Duitsland                         | 2 – 0 | Zweden | Müngersdorfer Stadion, Keulen Toeschouwers: 61.188 Scheidsrechter: Bob Valentine (SCO) |
| 17 oktober 1984 «onderlinge duels» 20:15 uur (UTC+1) | Uwe Rahn 75' Karl-Heinz Rummenigge 88' |       |        | Müngersdorfer Stadion, Keulen Toeschouwers: 61.188 Scheidsrechter: Bob Valentine (SCO) |

|                                                  |                                                                          |       |       |                                                                                                |
| 31 oktober 1984 «onderlinge duels» 17:00 (UTC+1) | Tsjecho-Slowakije                                                        | 4 – 0 | Malta | Stadion Evžena Rošického, Praag Toeschouwers: 5.000 Scheidsrechter: Gudmundur Haraldsson (ISL) |
| 31 oktober 1984 «onderlinge duels» 17:00 (UTC+1) | Petr Janečka 4' Karel Jarolím 35' Petr Janečka 71' Jan Berger 77' (pen.) |       |       | Stadion Evžena Rošického, Praag Toeschouwers: 5.000 Scheidsrechter: Gudmundur Haraldsson (ISL) |

|                                                     |                |       |                                                               |                                                                                            |
| 14 november 1984 «onderlinge duels» 20:45 uur (UTC) | Portugal       | 1 – 3 | Zweden                                                        | Estádio José Alvalade, Lissabon Toeschouwers: 21.089 Scheidsrechter: Roger Schoeters (BEL) |
| 14 november 1984 «onderlinge duels» 20:45 uur (UTC) | Rui Jordão 12' |       | 26' (pen.) Robert Prytz 34' Robert Prytz 38' Torbjörn Nilsson | Estádio José Alvalade, Lissabon Toeschouwers: 21.089 Scheidsrechter: Roger Schoeters (BEL) |

|                                                   |                                        |       |                                                         |                                                                                     |
| 16 december 1984 «onderlinge duels» 13:30 (UTC+1) | Malta                                  | 2 – 3 | West-Duitsland                                          | Ta' Qalistadion, Ta' Qali Toeschouwers: 35.102 Scheidsrechter: Zoran Petrović (YUG) |
| 16 december 1984 «onderlinge duels» 13:30 (UTC+1) | Carmel Busuttil 10' Raymond Xuereb 84' |       | 43' Karlheinz Förster 68' Klaus Allofs 83' Klaus Allofs | Ta' Qalistadion, Ta' Qali Toeschouwers: 35.102 Scheidsrechter: Zoran Petrović (YUG) |

|                                                   |                      |       |                                                        |                                                                                  |
| 10 februari 1985 «onderlinge duels» 11:00 (UTC+1) | Malta                | 1 – 3 | Portugal                                               | Ta' Qalistadion, Ta' Qali Toeschouwers: 22.610 Scheidsrechter: Miklos Nagy (HUN) |
| 10 februari 1985 «onderlinge duels» 11:00 (UTC+1) | Leonard Farrugia 59' |       | 6' Carlos Manuel 13' Fernando Gomes 74' Fernando Gomes | Ta' Qalistadion, Ta' Qali Toeschouwers: 22.610 Scheidsrechter: Miklos Nagy (HUN) |

|                                                     |                        |       |                                       |                                                                                   |
| 24 februari 1985 «onderlinge duels» 16:00 uur (UTC) | Portugal               | 1 – 2 | West-Duitsland                        | Estádio Nacional, Oeiras Toeschouwers: 43.899 Scheidsrechter: Paolo Casarin (ITA) |
| 24 februari 1985 «onderlinge duels» 16:00 uur (UTC) | Diamantino Miranda 57' |       | 28' Pierre Littbarski 37' Rudi Völler | Estádio Nacional, Oeiras Toeschouwers: 43.899 Scheidsrechter: Paolo Casarin (ITA) |

|                                                | |       |       |                                                                                        |
| 27 maart 1985 «onderlinge duels» 20:15 (UTC+1) | West-Duitsland | 6 – 0 | Malta | Ludwigsparkstadion, Saarbrücken Toeschouwers: 37.600 Scheidsrechter: Talat Tokat (TUR) |
| 27 maart 1985 «onderlinge duels» 20:15 (UTC+1) | Uwe Rahn 10' Felix Magath 13' Uwe Rahn 17' Pierre Littbarski 18' Karl-Heinz Rummenigge 43' Karl-Heinz Rummenigge 67' |       |       | Ludwigsparkstadion, Saarbrücken Toeschouwers: 37.600 Scheidsrechter: Talat Tokat (TUR) |

|                                                |       |       |                   |                                                                                                |
| 21 april 1985 «onderlinge duels» 15:30 (UTC+2) | Malta | 0 – 0 | Tsjecho-Slowakije | Ta' Qalistadion, Ta' Qali Toeschouwers: 7.320 Scheidsrechter: Victoriano Sánchez Arminio (ESP) |
| 21 april 1985 «onderlinge duels» 15:30 (UTC+2) |       |       |                   | Ta' Qalistadion, Ta' Qali Toeschouwers: 7.320 Scheidsrechter: Victoriano Sánchez Arminio (ESP) |

|                                                    |                     |       |                                                                                                   |                                                                                         |
| 30 april 1985 «onderlinge duels» 17:30 uur (UTC+2) | Tsjecho-Slowakije   | 1 – 5 | West-Duitsland                                                                                    | Stadion Evžena Rošického, Praag Toeschouwers: 30.618 Scheidsrechter: Joël Quiniou (FRA) |
| 30 april 1985 «onderlinge duels» 17:30 uur (UTC+2) | Stanislav Griga 88' |       | 8' Thomas Berthold 22' Pierre Littbarski 36' Lothar Matthäus 43' Matthias Herget 82' Klaus Allofs | Stadion Evžena Rošického, Praag Toeschouwers: 30.618 Scheidsrechter: Joël Quiniou (FRA) |

|                                                  |                                   |       |                   |                                                                                 |
| 5 juni 1985 «onderlinge duels» 19:00 uur (UTC+2) | Zweden                            | 2 – 0 | Tsjecho-Slowakije | Råsundastadion, Solna Toeschouwers: 33.981 Scheidsrechter: Éamonn Farrell (IRL) |
| 5 juni 1985 «onderlinge duels» 19:00 uur (UTC+2) | Robert Prytz 77' Lars Larsson 85' |       |                   | Råsundastadion, Solna Toeschouwers: 33.981 Scheidsrechter: Éamonn Farrell (IRL) |

|                                                        |                                         |       |                                     |                                                                                        |
| 25 september 1985 «onderlinge duels» 19:00 uur (UTC+2) | Zweden                                  | 2 – 2 | West-Duitsland                      | Råsundastadion, Solna Toeschouwers: 39.157 Scheidsrechter: Marcel Van Langenhove (BEL) |
| 25 september 1985 «onderlinge duels» 19:00 uur (UTC+2) | Dan Corneliusson 63' Mats Magnusson 90' |       | 23' Rudi Völler 40' Matthias Herget | Råsundastadion, Solna Toeschouwers: 39.157 Scheidsrechter: Marcel Van Langenhove (BEL) |

|                                                        |                     |       |          |                                                                                             |
| 25 september 1985 «onderlinge duels» 17:00 uur (UTC+2) | Tsjecho-Slowakije   | 1 – 0 | Portugal | Stadion Evžena Rošického, Praag Toeschouwers: 9.112 Scheidsrechter: Damir Matovinovič (YUG) |
| 25 september 1985 «onderlinge duels» 17:00 uur (UTC+2) | Vladimír Hruška 21' |       |          | Stadion Evžena Rošického, Praag Toeschouwers: 9.112 Scheidsrechter: Damir Matovinovič (YUG) |

|                                                |                                                       |       |                                                 |                                                                                 |
| 12 oktober 1985 «onderlinge duels» 15:00 (UTC) | Portugal                                              | 3 – 2 | Malta                                           | Estádio da Luz, Lissabon Toeschouwers: 15.000 Scheidsrechter: Alan Snoddy (NIR) |
| 12 oktober 1985 «onderlinge duels» 15:00 (UTC) | Fernando Gomes 37' José Rafael 50' Fernando Gomes 79' |       | 46' (e.d.) Frederico Rosa 78' Michael Degiorgio | Estádio da Luz, Lissabon Toeschouwers: 15.000 Scheidsrechter: Alan Snoddy (NIR) |

|                                                      |                                               |       |                     |                                                                                          |
| 16 oktober 1985 «onderlinge duels» 17:00 uur (UTC+1) | Tsjecho-Slowakije                             | 2 – 1 | Zweden              | Stadion Evžena Rošického, Praag Toeschouwers: 6.689 Scheidsrechter: Georges Sandoz (SUI) |
| 16 oktober 1985 «onderlinge duels» 17:00 uur (UTC+1) | Andreas Ravelli 41' (e.d.) Ladislav Vízek 69' |       | 7' Dan Corneliusson | Stadion Evžena Rošického, Praag Toeschouwers: 6.689 Scheidsrechter: Georges Sandoz (SUI) |

|                                                      |                |                   |          |                                                                                   |
| 16 oktober 1985 «onderlinge duels» 20:15 uur (UTC+1) | West-Duitsland | 0 – 1             | Portugal | Neckarstadion, Stuttgart Toeschouwers: 55.024 Scheidsrechter: Keith Hackett (ENG) |
| 16 oktober 1985 «onderlinge duels» 20:15 uur (UTC+1) |                | 54' Carlos Manuel |          | Neckarstadion, Stuttgart Toeschouwers: 55.024 Scheidsrechter: Keith Hackett (ENG) |

|                                                       |                                   |       |                                               |                                                                                     |
| 17 november 1985 «onderlinge duels» 17:00 uur (UTC+1) | West-Duitsland                    | 2 – 2 | Tsjecho-Slowakije                             | Olympiastadion, München Toeschouwers: 17.686 Scheidsrechter: Svein Inge Thime (NOR) |
| 17 november 1985 «onderlinge duels» 17:00 uur (UTC+1) | Andreas Brehme 1' Josef Novák 52' |       | 62' Vladislav Lauda 87' Karl-Heinz Rummenigge | Olympiastadion, München Toeschouwers: 17.686 Scheidsrechter: Svein Inge Thime (NOR) |

|                                                   |                      |       |                                     |                                                                                   |
| 17 november 1985 «onderlinge duels» 14:00 (UTC+1) | Malta                | 1 – 2 | Zweden                              | Ta' Qalistadion, Ta' Qali Toeschouwers: 6.000 Scheidsrechter: Yusuf Namoglu (TUR) |
| 17 november 1985 «onderlinge duels» 14:00 (UTC+1) | Leonard Farrugia 65' |       | 2' Robert Prytz 76' Glenn Strömberg | Ta' Qalistadion, Ta' Qali Toeschouwers: 6.000 Scheidsrechter: Yusuf Namoglu (TUR) |

### Groep 3
Engeland ging van start met drie overwinningen, waaronder een 0-8 overwinning in Istanbul op Turkije. Aanvoerder Bryan Robson scoorde drie doelpunten. In de resterende vijf wedstrijden werd vier keer gelijk gespeeld, maar dit was nog ruim genoeg voor kwalificatie. Dit alles speelde zich af in een tijd dat Engelse clubs waren uitgesloten van Europees voetbal naar aanleiding van het Heizeldrama.
De strijd om de tweede plaats ging tussen Roemenië en Noord-Ierland. Twee wedstrijden voor het einde stonden beide teams gelijk, maar Roemenië had een op papier makkelijker programma en een beter doelsaldo. Noord-Ierland won de onderlinge wedstrijd in Boekarest: 0-1 door een doelpunt van Jimmy Quinn van Blackburn Rovers. Op Wembley Stadium had Noord-Ierland genoeg aan een gelijkspel tegen de geplaatste Engelsen: 0-0 dankzij een uitblinkende doelman en record-international Pat Jennings. De doorbraak van het Roemeense voetbal liet nog even op zich wachten, maar de eerste signalen op internationaal succes waren duidelijk: Steaua Boekarest won hetzelfde jaar de Europa Cup der Landskampioenen en een nog jonge Gheorghe Hagi brak door in het nationale team.
| Pos | Land          | Wed | Win | Gel | Ver | DV | DT | +/− | Pnt |
| --- | ------------- | --- | --- | --- | --- | -- | -- | --- | --- |
| 1.  | Engeland      | 8   | 4   | 4   | 0   | 21 | 2  | +19 | 12  |
| 2.  | Noord-Ierland | 8   | 4   | 2   | 2   | 8  | 5  | +3  | 10  |
| 3.  | Roemenië      | 8   | 3   | 3   | 2   | 12 | 7  | +5  | 9   |
| 4.  | Finland       | 8   | 3   | 2   | 3   | 7  | 12 | −5  | 8   |
| 5.  | Turkije       | 8   | 0   | 1   | 7   | 2  | 24 | −22 | 1   |

|                                              |                |       |               |                                                                                     |
| 27 mei 1984 «onderlinge duels» 14:00 (UTC+3) | Finland        | 1 – 0 | Noord-Ierland | Porin Stadion, Pori Toeschouwers: 8.115 Scheidsrechter: Karl-Heinz Tritschler (FRG) |
| 27 mei 1984 «onderlinge duels» 14:00 (UTC+3) | Ari Valvee 55' |       |               | Porin Stadion, Pori Toeschouwers: 8.115 Scheidsrechter: Karl-Heinz Tritschler (FRG) |

|                                                        |                                                                      |       |                                   |                                                                                |
| 12 september 1984 «onderlinge duels» 20:00 uur (UTC+1) | Noord-Ierland                                                        | 3 – 2 | Roemenië                          | Windsor Park, Belfast Toeschouwers: 17.269 Scheidsrechter: Alexis Ponnet (BEL) |
| 12 september 1984 «onderlinge duels» 20:00 uur (UTC+1) | George Iorgulescu 33' (e.d.) Norman Whiteside 62' Martin O'Neill 74' |       | 36' Gheorghe Hagi 80' Ion Geolgău | Windsor Park, Belfast Toeschouwers: 17.269 Scheidsrechter: Alexis Ponnet (BEL) |

|                                                      |                                                                                       |       |         |                                                                                        |
| 17 oktober 1984 «onderlinge duels» 19:45 uur (UTC+1) | Engeland                                                                              | 5 – 0 | Finland | Wembley Stadium, Londen Toeschouwers: 47.234 Scheidsrechter: Aleksander Suchanek (POL) |
| 17 oktober 1984 «onderlinge duels» 19:45 uur (UTC+1) | Mark Hateley 29' Tony Woodcock 40' Mark Hateley 49' Bryan Robson 71' Kenny Sansom 85' |       |         | Wembley Stadium, Londen Toeschouwers: 47.234 Scheidsrechter: Aleksander Suchanek (POL) |

|                                                  |                          |       |                                 |                                                                                                |
| 31 oktober 1984 «onderlinge duels» 15:15 (UTC+3) | Turkije                  | 1 – 2 | Finland                         | Antalya Atatürkstadion, Antalya Toeschouwers: 10.000 Scheidsrechter: Velodi Miminoshvili (URS) |
| 31 oktober 1984 «onderlinge duels» 15:15 (UTC+3) | Ilyas Tüfekci 78' (pen.) |       | 10' Ari Hjelm 56' Mika Lipponen | Antalya Atatürkstadion, Antalya Toeschouwers: 10.000 Scheidsrechter: Velodi Miminoshvili (URS) |

|                                                 |                                       |       |                   |                                                                                            |
| 14 november 1984 «onderlinge duels» 20:00 (UTC) | Noord-Ierland                         | 2 – 1 | Finland           | Windsor Park, Belfast Toeschouwers: 19.457 Scheidsrechter: Alder da Silva dos Santos (POR) |
| 14 november 1984 «onderlinge duels» 20:00 (UTC) | John O'Neill 42' Gerald Armstrong 51' |       | 22' Mika Lipponen | Windsor Park, Belfast Toeschouwers: 19.457 Scheidsrechter: Alder da Silva dos Santos (POR) |

|                                                       |         | |          |                                                                                        |
| 14 november 1984 «onderlinge duels» 14:00 uur (UTC+3) | Turkije | 0 – 8 | Engeland | BJK Inönüstadion, Istanbul Toeschouwers: 26.494 Scheidsrechter: Vojtech Christov (TCH) |
| 14 november 1984 «onderlinge duels» 14:00 uur (UTC+3) |         | 13' Bryan Robson 17' Tony Woodcock 44' Bryan Robson 46' John Barnes 56' John Barnes 58' Bryan Robson 61' Tony Woodcock 86' Viv Anderson |          | BJK Inönüstadion, Istanbul Toeschouwers: 26.494 Scheidsrechter: Vojtech Christov (TCH) |

|                                                     |               |                  |          |                                                                              |
| 27 februari 1985 «onderlinge duels» 19:30 uur (UTC) | Noord-Ierland | 0 – 1            | Engeland | Windsor Park, Belfast Toeschouwers: 28.500 Scheidsrechter: Volker Roth (FRG) |
| 27 februari 1985 «onderlinge duels» 19:30 uur (UTC) |               | 77' Mark Hateley |          | Windsor Park, Belfast Toeschouwers: 28.500 Scheidsrechter: Volker Roth (FRG) |

|                                                   |                                                           |       |         |                                                                                         |
| 3 april 1985 «onderlinge duels» 16:00 uur (UTC+3) | Roemenië                                                  | 3 – 0 | Turkije | Stadionul Central, Craiova Toeschouwers: 20.816 Scheidsrechter: Itzhak Ben Itzhak (ISR) |
| 3 april 1985 «onderlinge duels» 16:00 uur (UTC+3) | Gheorghe Hagi 21' Rodion Cămătaru 28' Rodion Cămătaru 42' |       |         | Stadionul Central, Craiova Toeschouwers: 20.816 Scheidsrechter: Itzhak Ben Itzhak (ISR) |

|                                                 |                                           |       |         |                                                                               |
| 1 mei 1985 «onderlinge duels» 20:00 uur (UTC+1) | Noord-Ierland                             | 2 – 0 | Turkije | Windsor Park, Belfast Toeschouwers: 15.609 Scheidsrechter: Bruno Galler (SUI) |
| 1 mei 1985 «onderlinge duels» 20:00 uur (UTC+1) | Norman Whiteside 44' Norman Whiteside 54' |       |         | Windsor Park, Belfast Toeschouwers: 15.609 Scheidsrechter: Bruno Galler (SUI) |

|                                                 |          |       |          |                                                                                           |
| 1 mei 1985 «onderlinge duels» 18:00 uur (UTC+3) | Roemenië | 0 – 0 | Engeland | Stadionul 23 August, Boekarest Toeschouwers: 49.229 Scheidsrechter: Emilio Guruceta (ESP) |
| 1 mei 1985 «onderlinge duels» 18:00 uur (UTC+3) |          |       |          | Stadionul 23 August, Boekarest Toeschouwers: 49.229 Scheidsrechter: Emilio Guruceta (ESP) |

|                                                  |                  |       |                  |                                                                                        |
| 22 mei 1985 «onderlinge duels» 18:00 uur (UTC+3) | Finland          | 1 – 1 | Engeland         | Olympiastadion, Helsinki Toeschouwers: 30.311 Scheidsrechter: Siegfried Kirschen (GDR) |
| 22 mei 1985 «onderlinge duels» 18:00 uur (UTC+3) | Jari Rantanen 5' |       | 50' Mark Hateley | Olympiastadion, Helsinki Toeschouwers: 30.311 Scheidsrechter: Siegfried Kirschen (GDR) |

|                                              |                   |       |                  |                                                                                              |
| 6 juni 1985 «onderlinge duels» 19:00 (UTC+3) | Finland           | 1 – 1 | Roemenië         | Olympisch Stadion, Helsinki Toeschouwers: 30.311 Scheidsrechter: Marcel Van Langenhove (BEL) |
| 6 juni 1985 «onderlinge duels» 19:00 (UTC+3) | Mika Lipponen 26' |       | 7' Gheorghe Hagi | Olympisch Stadion, Helsinki Toeschouwers: 30.311 Scheidsrechter: Marcel Van Langenhove (BEL) |

|                                                   |                                   |       |         |                                                                                      |
| 28 augustus 1985 «onderlinge duels» 17:30 (UTC+3) | Roemenië                          | 2 – 0 | Finland | Stadionul 1 Mai, Timișoara Toeschouwers: 45.000 Scheidsrechter: Zoran Petrović (YUG) |
| 28 augustus 1985 «onderlinge duels» 17:30 (UTC+3) | Gheorghe Hagi 6' Dorin Mateuț 57' |       |         | Stadionul 1 Mai, Timișoara Toeschouwers: 45.000 Scheidsrechter: Zoran Petrović (YUG) |

|                                                        |         |       |               |                                                                                       |
| 11 september 1985 «onderlinge duels» 18:30 uur (UTC+3) | Turkije | 0 – 0 | Noord-Ierland | İzmir Atatürkstadion, İzmir Toeschouwers: 34.052 Scheidsrechter: Michel Vautrot (FRA) |
| 11 september 1985 «onderlinge duels» 18:30 uur (UTC+3) |         |       |               | İzmir Atatürkstadion, İzmir Toeschouwers: 34.052 Scheidsrechter: Michel Vautrot (FRA) |

|                                                        |                  |       |                     |                                                                                         |
| 11 september 1985 «onderlinge duels» 19:45 uur (UTC+1) | Engeland         | 1 – 1 | Roemenië            | Wembley Stadium, Londen Toeschouwers: 59.500 Scheidsrechter: Karl-Heinz Tritscher (FRG) |
| 11 september 1985 «onderlinge duels» 19:45 uur (UTC+1) | Glenn Hoddle 25' |       | 60' Rodion Cămătaru | Wembley Stadium, Londen Toeschouwers: 59.500 Scheidsrechter: Karl-Heinz Tritscher (FRG) |

|                                                    |                   |       |         |                                                                                |
| 25 september 1985 «onderlinge duels» 19:00 (UTC+3) | Finland           | 1 – 0 | Turkije | Ratina Stadion, Tampere Toeschouwers: 5.616 Scheidsrechter: Rune Larsson (SWE) |
| 25 september 1985 «onderlinge duels» 19:00 (UTC+3) | Jari Rantanen 37' |       |         | Ratina Stadion, Tampere Toeschouwers: 5.616 Scheidsrechter: Rune Larsson (SWE) |

|                                                      |                                                                                      |       |         |                                                                                      |
| 16 oktober 1985 «onderlinge duels» 19:45 uur (UTC+1) | Engeland                                                                             | 5 – 0 | Turkije | Wembley Stadium, Londen Toeschouwers: 52.500 Scheidsrechter: Anatoli Milchenko (URS) |
| 16 oktober 1985 «onderlinge duels» 19:45 uur (UTC+1) | Chris Waddle 15' Gary Lineker 18' Bryan Robson 35' Gary Lineker 43' Gary Lineker 54' |       |         | Wembley Stadium, Londen Toeschouwers: 52.500 Scheidsrechter: Anatoli Milchenko (URS) |

|                                                      |          |                 |               |                                                                                            |
| 16 oktober 1985 «onderlinge duels» 15:00 uur (UTC+2) | Roemenië | 0 – 1           | Noord-Ierland | Stadionul 23 August, Boekarest Toeschouwers: 22.227 Scheidsrechter: Henning Sørensen (DEN) |
| 16 oktober 1985 «onderlinge duels» 15:00 uur (UTC+2) |          | 29' Jimmy Quinn |               | Stadionul 23 August, Boekarest Toeschouwers: 22.227 Scheidsrechter: Henning Sørensen (DEN) |

|                                                     |          |       |               |                                                                                     |
| 13 november 1985 «onderlinge duels» 19:00 uur (UTC) | Engeland | 0 – 0 | Noord-Ierland | Wembley Stadium, Londen Toeschouwers: 70.500 Scheidsrechter: Erik Fredriksson (SWE) |
| 13 november 1985 «onderlinge duels» 19:00 uur (UTC) |          |       |               | Wembley Stadium, Londen Toeschouwers: 70.500 Scheidsrechter: Erik Fredriksson (SWE) |

|                                                       |                 |       |                                                         |                                                                                    |
| 13 november 1985 «onderlinge duels» 21:00 uur (UTC+2) | Turkije         | 1 – 3 | Roemenië                                                | İzmir Atatürkstadion, İzmir Toeschouwers: 19.477 Scheidsrechter: Volker Roth (FRG) |
| 13 november 1985 «onderlinge duels» 21:00 uur (UTC+2) | Metin Tekin 78' |       | 15' George Iorgulescu 28' Marcel Coraş 54' Ştefan Iovan | İzmir Atatürkstadion, İzmir Toeschouwers: 19.477 Scheidsrechter: Volker Roth (FRG) |

### Groep 4
Frankrijk was net in eigen land Europees kampioen geworden met onder anderen Juventus-speler Michel Platini op het middenveld en was de grote favoriet voor kwalificatie. Het won de eerste drie wedstrijden, maar de zwaardere wedstrijden moesten nog komen: het vervolgde met een 0-0 gelijkspel tegen Joegoslavië. Zowel in Bulgarije als in Oost-Duitsland leed het team een onverwachte 2-0 nederlaag en waren er problemen voor de Fransen. Bulgarije boekte in eigen land een cruciale overwinning op Joegoslavië. Door het puntverlies van alle concurrenten was een zege op Luxemburg genoeg voor kwalificatie. Bulgarije plaatste zich voor de vijfde keer voor een WK, waarop het nog nooit een wedstrijd had gewonnen.
Joegoslavië leed een thuisnederlaag tegen Oost-Duitsland, waardoor Frankrijk genoeg had aan een gelijkspel tegen Joegoslavië om zich te plaatsen. Na drie minuten stond Frankrijk met 1-0 voor dankzij een vrije trap van Platini. Net als in 1981 besliste hij een kwalificatie met een vrije trap, destijds was dat tegen Nederland. Frankrijk speelde opnieuw een moeizame wedstrijd, maar Platini maakte het verschil diep in de tweede helft. Frankrijk plaatste zich met één punt voorsprong op Oost-Duitsland, dat net te laat bezig was aan een inhaalrace.
| Pos | Land        | Wed | Win | Gel | Ver | DV | DT | +/− | Pnt |
| --- | ----------- | --- | --- | --- | --- | -- | -- | --- | --- |
| 1.  | Frankrijk   | 8   | 5   | 1   | 2   | 15 | 4  | +11 | 11  |
| 2.  | Bulgarije   | 8   | 5   | 1   | 2   | 13 | 5  | +8  | 11  |
| 3.  | DDR         | 8   | 5   | 0   | 3   | 16 | 9  | +7  | 10  |
| 4.  | Joegoslavië | 8   | 3   | 2   | 3   | 7  | 8  | −1  | 8   |
| 5.  | Luxemburg   | 8   | 0   | 0   | 8   | 2  | 27 | −25 | 0   |

|                                                        |             |       |           |                                                                              |
| 29 september 1984 «onderlinge duels» 17:00 uur (UTC+1) | Joegoslavië | 0 – 0 | Bulgarije | JNA-stadion, Belgrado Toeschouwers: 9.588 Scheidsrechter: László Pádár (HUN) |
| 29 september 1984 «onderlinge duels» 17:00 uur (UTC+1) |             |       |           | JNA-stadion, Belgrado Toeschouwers: 9.588 Scheidsrechter: László Pádár (HUN) |

|                                                  |           |                                                                                 |           |                                                                                             |
| 13 oktober 1984 «onderlinge duels» 15:30 (UTC+1) | Luxemburg | 0 – 4                                                                           | Frankrijk | Stade Municipal, Luxemburg Toeschouwers: 10.000 Scheidsrechter: Henning Lund-Sørensen (DEN) |
| 13 oktober 1984 «onderlinge duels» 15:30 (UTC+1) |           | 2' Patrick Battiston 12' Michel Platini 24' Yannick Stopyra 32' Yannick Stopyra |           | Stade Municipal, Luxemburg Toeschouwers: 10.000 Scheidsrechter: Henning Lund-Sørensen (DEN) |

|                                                  |                                        |       |                                                         |                                                                                    |
| 20 oktober 1984 «onderlinge duels» 17:00 (UTC+1) | DDR                                    | 2 – 3 | Joegoslavië                                             | Zentralstadion, Leipzig Toeschouwers: 63.000 Scheidsrechter: Horst Brummeier (AUT) |
| 20 oktober 1984 «onderlinge duels» 17:00 (UTC+1) | Michael Glowatzky 11' Rainer Ernst 50' |       | 30' Mehmed Baždarević 48' Fadil Vokrri 80' Miloš Šestić | Zentralstadion, Leipzig Toeschouwers: 63.000 Scheidsrechter: Horst Brummeier (AUT) |

|                                     |           |                                                                                  |     |                                                                                                   |
| 17 november 1984 «onderlinge duels» | Luxemburg | 0 – 5                                                                            | DDR | Stade de la Frontière, Esch-sur-Alzette Toeschouwers: 1.179 Scheidsrechter: Thomas Donnelly (NIR) |
| 17 november 1984 «onderlinge duels» |           | 60' Rainer Ernst 63' Ralf Minge 76' Rainer Ernst 78' Ralf Minge 81' Rainer Ernst |     | Stade de la Frontière, Esch-sur-Alzette Toeschouwers: 1.179 Scheidsrechter: Thomas Donnelly (NIR) |

|                                                   |                           |       |           |                                                                                           |
| 21 november 1984 «onderlinge duels» 20:30 (UTC+1) | Frankrijk                 | 1 – 0 | Bulgarije | Parc des Princes, Parijs Toeschouwers: 42.084 Scheidsrechter: Karl-Heinz Tritschler (FRG) |
| 21 november 1984 «onderlinge duels» 20:30 (UTC+1) | Michel Platini 62' (pen.) |       |           | Parc des Princes, Parijs Toeschouwers: 42.084 Scheidsrechter: Karl-Heinz Tritschler (FRG) |

|                                                  |                                                                                |       |           |                                                                                                  |
| 5 december 1985 «onderlinge duels» 18:00 (UTC+2) | Bulgarije                                                                      | 4 – 0 | Luxemburg | Vasil Levski Nationaal Stadion, Sofia Toeschouwers: 8.000 Scheidsrechter: Antonis Vassaras (GRE) |
| 5 december 1985 «onderlinge duels» 18:00 (UTC+2) | Nasko Sirakov 8' Boicho Velichkov 29' Stoicho Mladenov 66' Georgi Dimitrov 70' |       |           | Vasil Levski Nationaal Stadion, Sofia Toeschouwers: 8.000 Scheidsrechter: Antonis Vassaras (GRE) |

|                                                  |                                          |       |     |                                                                                   |
| 8 december 1984 «onderlinge duels» 20:30 (UTC+1) | Frankrijk                                | 2 – 0 | DDR | Parc des Princes, Parijs Toeschouwers: 43.174 Scheidsrechter: Paolo Casarin (ITA) |
| 8 december 1984 «onderlinge duels» 20:30 (UTC+1) | Yannick Stopyra 32' Philippe Anziani 89' |       |     | Parc des Princes, Parijs Toeschouwers: 43.174 Scheidsrechter: Paolo Casarin (ITA) |

|                                                |                 |       |           |                                                                                     |
| 27 maart 1985 «onderlinge duels» 17:30 (UTC+1) | Joegoslavië     | 1 – 0 | Luxemburg | Bilino Polje, Zenica Toeschouwers: 30.000 Scheidsrechter: Alexandr Mushkovets (URS) |
| 27 maart 1985 «onderlinge duels» 17:30 (UTC+1) | Ivan Gudelj 27' |       |           | Bilino Polje, Zenica Toeschouwers: 30.000 Scheidsrechter: Alexandr Mushkovets (URS) |

|                                               |             |       |           |                                                                                     |
| 3 april 1985 «onderlinge duels» 20:00 (UTC+2) | Joegoslavië | 0 – 0 | Frankrijk | Koševostadion, Sarajevo Toeschouwers: 50.000 Scheidsrechter: Erik Fredriksson (SWE) |
| 3 april 1985 «onderlinge duels» 20:00 (UTC+2) |             |       |           | Koševostadion, Sarajevo Toeschouwers: 50.000 Scheidsrechter: Erik Fredriksson (SWE) |

|                                               |                      |       |     |                                                                                               |
| 6 april 1985 «onderlinge duels» 19:00 (UTC+3) | Bulgarije            | 1 – 0 | DDR | Vasil Levski Nationaal Stadion, Sofia Toeschouwers: 47.396 Scheidsrechter: Franz Wöhrer (AUT) |
| 6 april 1985 «onderlinge duels» 19:00 (UTC+3) | Stoicho Mladenov 87' |       |     | Vasil Levski Nationaal Stadion, Sofia Toeschouwers: 47.396 Scheidsrechter: Franz Wöhrer (AUT) |

|                                             |           |                  |             |                                                                                           |
| 1 mei 1985 «onderlinge duels» 16:00 (UTC+2) | Luxemburg | 0 – 1            | Joegoslavië | Stade Municipal, Luxemburg Toeschouwers: 6.550 Scheidsrechter: Gudmundur Haraldsson (ISL) |
| 1 mei 1985 «onderlinge duels» 16:00 (UTC+2) |           | 90' Fadil Vokrri |             | Stade Municipal, Luxemburg Toeschouwers: 6.550 Scheidsrechter: Gudmundur Haraldsson (ISL) |

|                                             |                                       |       |           |                                                                                                 |
| 2 mei 1985 «onderlinge duels» 18:00 (UTC+3) | Bulgarije                             | 2 – 0 | Frankrijk | Vasil Levski Nationaal Stadion, Sofia Toeschouwers: 57.000 Scheidsrechter: Brian McGinlay (SCO) |
| 2 mei 1985 «onderlinge duels» 18:00 (UTC+3) | Georgi Dimitrov 11' Nasko Sirakov 61' |       |           | Vasil Levski Nationaal Stadion, Sofia Toeschouwers: 57.000 Scheidsrechter: Brian McGinlay (SCO) |

|                                              |                                                       |       |                    |                                                                                           |
| 18 mei 1985 «onderlinge duels» 15:00 (UTC+2) | DDR                                                   | 3 – 1 | Luxemburg          | Karl-Liebknecht-Stadion, Potsdam Toeschouwers: 9.000 Scheidsrechter: Charles Scerri (MLT) |
| 18 mei 1985 «onderlinge duels» 15:00 (UTC+2) | Ralf Minge 19' Ralf Minge 38' Rainer Ernst 45' (pen.) |       | 76' Robert Langers | Karl-Liebknecht-Stadion, Potsdam Toeschouwers: 9.000 Scheidsrechter: Charles Scerri (MLT) |

|                                                  |                                   |       |                    |                                                                                                   |
| 1 juni 1985 «onderlinge duels» 19:00 uur (UTC+3) | Bulgarije                         | 2 – 1 | Joegoslavië        | Vasil Levski Nationaal Stadion, Sofia Toeschouwers: 59.587 Scheidsrechter: Vojtech Christov (TCH) |
| 1 juni 1985 «onderlinge duels» 19:00 uur (UTC+3) | Plamen Getov 27' Plamen Getov 58' |       | 29' Milko Ðurovski | Vasil Levski Nationaal Stadion, Sofia Toeschouwers: 59.587 Scheidsrechter: Vojtech Christov (TCH) |

|                                                    |                                   |       |           |                                                                                  |
| 11 september 1985 «onderlinge duels» 20:00 (UTC+2) | DDR                               | 2 – 0 | Frankrijk | Zentralstadion, Leipzig Toeschouwers: 78.000 Scheidsrechter: Pietro d'Elia (ITA) |
| 11 september 1985 «onderlinge duels» 20:00 (UTC+2) | Rainer Ernst 53' Ronald Kreer 81' |       |           | Zentralstadion, Leipzig Toeschouwers: 78.000 Scheidsrechter: Pietro d'Elia (ITA) |

|                                      |                           |       |                                                                   |                                                                                 |
| 25 september 1985 «onderlinge duels» | Luxemburg                 | 1 – 3 | Bulgarije                                                         | Stade Municipal, Luxemburg Toeschouwers: 1.050 Scheidsrechter: David Syme (SCO) |
| 25 september 1985 «onderlinge duels» | Robert Langers 65' (pen.) |       | 2' (e.d.) Guy Hellers 32' Georgi Dimitrov ??' Kostadin Kostadinov | Stade Municipal, Luxemburg Toeschouwers: 1.050 Scheidsrechter: David Syme (SCO) |

|                                                    |                 |       |                                   |                                                                                      |
| 28 september 1985 «onderlinge duels» 19:00 (UTC+2) | Joegoslavië     | 1 – 2 | DDR                               | JNA Stadion, Belgrado Toeschouwers: 45.000 Scheidsrechter: Velodi Miminoshvili (URS) |
| 28 september 1985 «onderlinge duels» 19:00 (UTC+2) | Haris Škoro 83' |       | 47' Andreas Thom 59' Andreas Thom | JNA Stadion, Belgrado Toeschouwers: 45.000 Scheidsrechter: Velodi Miminoshvili (URS) |

|                                                  | |       |           |                                                                                        |
| 30 oktober 1985 «onderlinge duels» 20:00 (UTC+1) | Frankrijk | 6 – 0 | Luxemburg | Parc des Princes, Parijs Toeschouwers: 28.597 Scheidsrechter: Michal Listkiewicz (POL) |
| 30 oktober 1985 «onderlinge duels» 20:00 (UTC+1) | Dominique Rocheteau 4' José Touré 24' Dominique Rocheteau 29' Alain Giresse 36' Luis Fernández 47' Dominique Rocheteau 48' |       |           | Parc des Princes, Parijs Toeschouwers: 28.597 Scheidsrechter: Michal Listkiewicz (POL) |

|                                                   |                                      |       |             |                                                                                   |
| 16 november 1985 «onderlinge duels» 19:15 (UTC+1) | Frankrijk                            | 2 – 0 | Joegoslavië | Parc des Princes, Parijs Toeschouwers: 45.670 Scheidsrechter: Alexis Ponnet (BEL) |
| 16 november 1985 «onderlinge duels» 19:15 (UTC+1) | Michel Platini 3' Michel Platini 71' |       |             | Parc des Princes, Parijs Toeschouwers: 45.670 Scheidsrechter: Alexis Ponnet (BEL) |

|                                                   |                                      |       |                  |                                                                                              |
| 16 november 1985 «onderlinge duels» 19:15 (UTC+1) | DDR                                  | 2 – 1 | Bulgarije        | Ernst Thälmannstadion, Karl-Marx-Stadt Toeschouwers: 32.000 Scheidsrechter: Jan Keizer (NED) |
| 16 november 1985 «onderlinge duels» 19:15 (UTC+1) | Uwe Zötzsche 4' Matthias Liebers 40' |       | 39' Russi Gochev | Ernst Thälmannstadion, Karl-Marx-Stadt Toeschouwers: 32.000 Scheidsrechter: Jan Keizer (NED) |

### Groep 5
Nederland startte de cyclus teleurstellend met een thuisnederlaag tegen Hongarije. Oranje nam de leiding dankzij een kopgoal van Wim Kieft, maar stortte daarna zowel aanvallend als verdedigend in elkaar. De Hongaren scoorden via Lajos Détári en Márton Esterházy en misten een strafschop. Bondscoach Kees Rijvers diende zijn ontslag in mede door een lobby van Beenhakker en andere trainers om technisch directeur Rinus Michels naar voren te schuiven. Michels bouwde voor de wedstrijd tegen Oostenrijk wat meer routine en zekerheden in, maar verloor zijn eerste wedstrijd: 1-0 door een eigen doelpunt van Michel Valke. In de derde wedstrijd dreigde opnieuw een teleurstelling, maar tegen Cyprus scoorde Peter Houtman in de 84e minuut het verlossende doelpunt (0-1). 
In 1985 moest Michels afhaken vanwege gezondheidsproblemen, Leo Beenhakker verving hem en combineerde het bondscoachschap met FC Volendam. Ondertussen won Hongarije met 3-0 in Wenen van Oostenrijk en plaatste zich als eerste land voor het WK. Een van de doelpuntenmakers was József Kiprich, de latere spits van Feyenoord. Hongarije had vooral hoge verwachtingen van de jonge Lajos Détári, die met de beste Hongaarse voetballer ooit werd vergeleken: Ferenc Puskás.
Nederland had weer hoop om als tweede te eindigen in de groep na het met 7-1 gewonnen debuut van Leo Beenhakker als bondscoach thuis tegen Cyprus, eind februari 1985, maar Nederland moest daarna nog thuis van Oostenrijk winnen. Zonder Ruud Gullit (geblesseerd) en Marco van Basten (zat op de bank bij Ajax) speelde Oranje opnieuw een moeizame wedstrijd en speelde met 1-1 gelijk door doelpunten van Wim Kieft en Walter Schachner. De opdracht was nu duidelijk: winnen in Boedapest van het al geplaatste Hongarije, Van Basten en Frank Rijkaard stonden in de basis. In de tweede helft viel Rob de Wit in, hij passeerde in de 67e minuut enkele Hongaren en rondde af met een lobje (0-1). Nederland bleef op de been mede door een redding van doelman Hans van Breukelen in de slotfase (0-1) en eindigde op basis van een beter doelsaldo boven Oostenrijk. Er volgde een play-offwedstrijd die tegen België of Polen zou zijn.
| Pos | Land       | Wed | Win | Gel | Ver | DV | DT | +/− | Pnt |
| --- | ---------- | --- | --- | --- | --- | -- | -- | --- | --- |
| 1.  | Hongarije  | 6   | 5   | 0   | 1   | 12 | 4  | +8  | 10  |
| 2.  | Nederland  | 6   | 3   | 1   | 2   | 11 | 5  | +6  | 7   |
| 3.  | Oostenrijk | 6   | 3   | 1   | 2   | 9  | 8  | +1  | 7   |
| 4.  | Cyprus     | 6   | 0   | 0   | 6   | 3  | 18 | −15 | 0   |

|                                                 |                           |       |                                          |                                                                                     |
| 2 mei 1984 «onderlinge duels» 20:30 uur (UTC+3) | Cyprus                    | 1 – 2 | Oostenrijk                               | Makariostadion, Nicosia Toeschouwers: 3.455 Scheidsrechter: Menahem Ashkenazi (ISR) |
| 2 mei 1984 «onderlinge duels» 20:30 uur (UTC+3) | Pashalis Christoforou 72' |       | 37' Martin Gisinger 75' Herbert Prohaska | Makariostadion, Nicosia Toeschouwers: 3.455 Scheidsrechter: Menahem Ashkenazi (ISR) |

|                                                        |                                                       |       |                      |                                                                                 |
| 26 september 1984 «onderlinge duels» 19:00 uur (UTC+2) | Hongarije                                             | 3 – 1 | Oostenrijk           | Népstadion, Boedapest Toeschouwers: 25.417 Scheidsrechter: Michel Vautrot (FRA) |
| 26 september 1984 «onderlinge duels» 19:00 uur (UTC+2) | Antal Nagy 50' Márton Esterházy 62' József Kardos 78' |       | 23' Walter Schachner | Népstadion, Boedapest Toeschouwers: 25.417 Scheidsrechter: Michel Vautrot (FRA) |

|                                                      |               |       |                                       |                                                                           |
| 17 oktober 1984 «onderlinge duels» 20:00 uur (UTC+1) | Nederland     | 1 – 2 | Hongarije                             | De Kuip, Rotterdam Toeschouwers: 52.148 Scheidsrechter: André Daina (SUI) |
| 17 oktober 1984 «onderlinge duels» 20:00 uur (UTC+1) | Wim Kieft 19' |       | 26' Lajos Détári 56' Márton Esterházy | De Kuip, Rotterdam Toeschouwers: 52.148 Scheidsrechter: André Daina (SUI) |

|                                                       |                         |       |           |                                                                                             |
| 14 november 1984 «onderlinge duels» 19:00 uur (UTC+1) | Oostenrijk              | 1 – 0 | Nederland | Gerhard Hanappistadion, Wenen Toeschouwers: 12.490 Scheidsrechter: Anatoliy Milchenko (URS) |
| 14 november 1984 «onderlinge duels» 19:00 uur (UTC+1) | Michel Valke 15' (e.d.) |       |           | Gerhard Hanappistadion, Wenen Toeschouwers: 12.490 Scheidsrechter: Anatoliy Milchenko (URS) |

|                                                       |                 |       |                                  |                                                                                  |
| 17 november 1984 «onderlinge duels» 18:00 uur (UTC+2) | Cyprus          | 1 – 2 | Hongarije                        | Tsirionstadion, Limasol Toeschouwers: 4.650 Scheidsrechter: Brian McGinlay (SCO) |
| 17 november 1984 «onderlinge duels» 18:00 uur (UTC+2) | Kostas Foti 28' |       | 49' Antal Róth 89' Tibor Nyilasi | Tsirionstadion, Limasol Toeschouwers: 4.650 Scheidsrechter: Brian McGinlay (SCO) |

|                                                       |        |                   |           |                                                                                 |
| 23 december 1984 «onderlinge duels» 14:30 uur (UTC+2) | Cyprus | 0 – 1             | Nederland | Makariostadion, Nicosia Toeschouwers: 2.371 Scheidsrechter: Bogdan Dochev (BUL) |
| 23 december 1984 «onderlinge duels» 14:30 uur (UTC+2) |        | 84' Peter Houtman |           | Makariostadion, Nicosia Toeschouwers: 2.371 Scheidsrechter: Bogdan Dochev (BUL) |

|                                                       | |       |                        |                                                                                     |
| 27 februari 1985 «onderlinge duels» 20:00 uur (UTC+1) | Nederland | 7 – 1 | Cyprus                 | Stadion De Meer, Amsterdam Toeschouwers: 19.050 Scheidsrechter: Dušan Krchňák (TCH) |
| 27 februari 1985 «onderlinge duels» 20:00 uur (UTC+1) | Erwin Koeman 12' Wim Kieft 28' Dick Schoenaker 30' Wim Kieft 58' Nikos Pantziaras 64' (e.d.) Marco van Basten 65' Dick Schoenaker 79' |       | 8' Panagiotis Marangos | Stadion De Meer, Amsterdam Toeschouwers: 19.050 Scheidsrechter: Dušan Krchňák (TCH) |

|                                                   |                                       |       |        |                                                                              |
| 3 april 1985 «onderlinge duels» 16:45 uur (UTC+2) | Hongarije                             | 2 – 0 | Cyprus | Népstadion, Boedapest Toeschouwers: 24.843 Scheidsrechter: Einar Halle (NOR) |
| 3 april 1985 «onderlinge duels» 16:45 uur (UTC+2) | Tibor Nyilasi 48' László Szokolai 83' |       |        | Népstadion, Boedapest Toeschouwers: 24.843 Scheidsrechter: Einar Halle (NOR) |

|                                                    |            |                                                        |           |                                                                                        |
| 17 april 1985 «onderlinge duels» 19:30 uur (UTC+2) | Oostenrijk | 0 – 3                                                  | Hongarije | Gerhard Hanappistadion, Wenen Toeschouwers: 17.869 Scheidsrechter: Jakob Baumann (SUI) |
| 17 april 1985 «onderlinge duels» 19:30 uur (UTC+2) |            | 21' József Kiprich 34' József Kiprich 48' Lajos Détári |           | Gerhard Hanappistadion, Wenen Toeschouwers: 17.869 Scheidsrechter: Jakob Baumann (SUI) |

|                                                 |               |       |                      |                                                                             |
| 1 mei 1985 «onderlinge duels» 20:00 uur (UTC+2) | Nederland     | 1 – 1 | Oostenrijk           | De Kuip, Rotterdam Toeschouwers: 50.751 Scheidsrechter: Luigi Agnolin (ITA) |
| 1 mei 1985 «onderlinge duels» 20:00 uur (UTC+2) | Wim Kieft 55' |       | 60' Walter Schachner | De Kuip, Rotterdam Toeschouwers: 50.751 Scheidsrechter: Luigi Agnolin (ITA) |

|                                                 |                                                                            |       |        |                                                                               |
| 7 mei 1985 «onderlinge duels» 19:30 uur (UTC+2) | Oostenrijk                                                                 | 4 – 0 | Cyprus | Liebenauerstadion, Graz Toeschouwers: 9.661 Scheidsrechter: Alan Snoddy (NIR) |
| 7 mei 1985 «onderlinge duels» 19:30 uur (UTC+2) | Peter Hrstic 2' Toni Polster 36' Walter Schachner 54' Gerald Willfurth 73' |       |        | Liebenauerstadion, Graz Toeschouwers: 9.661 Scheidsrechter: Alan Snoddy (NIR) |

|                                                  |           |                |           |                                                                                         |
| 14 mei 1985 «onderlinge duels» 19:30 uur (UTC+2) | Hongarije | 0 – 1          | Nederland | Népstadion, Boedapest Toeschouwers: 71.647 Scheidsrechter: Karl-Josef Assenmacher (FRG) |
| 14 mei 1985 «onderlinge duels» 19:30 uur (UTC+2) |           | 69' Rob de Wit |           | Népstadion, Boedapest Toeschouwers: 71.647 Scheidsrechter: Karl-Josef Assenmacher (FRG) |

### Groep 6
De Sovjet-Unie had nog steeds veel mogelijkheden vooral met de spelers van Dinamo Kiev, maar had veel moeite met uitwedstrijden. De ploeg behaalde in vier uitwedstrijden maar twee punten, maar in de laatste drie wedstrijden kon men het afmaken in Moskou. In het Lenin-stadion behaalden de Russen inderdaad drie overwinningen, maar overtuigend was het niet. Het half jaar voor het WK waren genoeg ontwikkelingen: na een 0-0 tegen Finland werd bondscoach Edoeard Malofejev ontslagen. De coach van Dinamo Kiev Valeri Lobanovski kreeg de functie van bondscoach erbij, een begrijpelijke keuze, want veel spelers speelden ook in Kiev, een ploeg die vlak voor het WK Atletico Madrid met 3-0 versloeg en de Europa Cup der Bekerwinnaars won. 
Denemarken maakte forure op het EK in Frankrijk en leek alleen maar sterker te worden. Aanvaller Preben Elkjær Larsen werd Italiaans kampioen met Hellas Verona en de jonge Michael Laudrup maakte de overstap naar Juventus. Denemarken begon moeizaam met een nederlaag tegen Zwitserland, maar nam de leiding in de groep na een 4-2 overwinning op de Sovjet-Unie. De wedstrijd ging de geschiedenisboeken in als een van de beste kwalificatiewedstrijden ooit, de Sovjet-Unie verweerde zich kranig, maar was niet opgewassen tegen "The Danish Dinamite", zowel Larsen als Laudrup scoorden twee keer. De Denen kwamen toch nog in de problemen: het verloor in Moskou, het speelde gelijk tegen Zwitserland door een gemiste strafschop en stond in de rust met 1-0 achter tegen Noorwegen. Het donderde in de Deense kleedkamer en in de tweede helft walsten de Denen over de Noren heen: 1-5. Kwalificatie kon de ploeg niet meer ontgaan en in de uitwedstrijd tegen Ierland werd ook nu weer een 1-0 achterstand omgezet in een ruime overwinning: 1-4. Denemarken maakte zijn debuut op het WK, maar was op basis van het vertoonde spel een van de favorieten.
| Pos | Land        | Wed | Win | Gel | Ver | DV | DT | +/− | Pnt |
| --- | ----------- | --- | --- | --- | --- | -- | -- | --- | --- |
| 1.  | Denemarken  | 8   | 5   | 1   | 2   | 17 | 6  | +11 | 11  |
| 2.  | Sovjet-Unie | 8   | 4   | 2   | 2   | 13 | 8  | +5  | 10  |
| 3.  | Zwitserland | 8   | 2   | 4   | 2   | 5  | 10 | −5  | 8   |
| 4.  | Ierland     | 8   | 2   | 2   | 4   | 5  | 10 | −5  | 6   |
| 5.  | Noorwegen   | 8   | 1   | 3   | 4   | 4  | 10 | −6  | 5   |

|                                                        |                  |       |             |                                                                              |
| 12 september 1984 «onderlinge duels» 18:00 uur (UTC+1) | Ierland          | 1 – 0 | Sovjet-Unie | Lansdowne Road, Dublin Toeschouwers: 27.070 Scheidsrechter: Jan Keizer (NED) |
| 12 september 1984 «onderlinge duels» 18:00 uur (UTC+1) | Mickey Walsh 64' |       |             | Lansdowne Road, Dublin Toeschouwers: 27.070 Scheidsrechter: Jan Keizer (NED) |

|                                                        |           |                     |             |                                                                                |
| 12 september 1984 «onderlinge duels» 19:00 uur (UTC+2) | Noorwegen | 0 – 1               | Zwitserland | Ullevaalstadion, Oslo Toeschouwers: 14.413 Scheidsrechter: Egon Šoštarić (YUG) |
| 12 september 1984 «onderlinge duels» 19:00 uur (UTC+2) |           | 3' (pen.) Andy Egli |             | Ullevaalstadion, Oslo Toeschouwers: 14.413 Scheidsrechter: Egon Šoštarić (YUG) |

|                                                        |                          |       |           |                                                                                    |
| 26 september 1984 «onderlinge duels» 19:00 uur (UTC+2) | Denemarken               | 1 – 0 | Noorwegen | Idrætsparken, Kopenhagen Toeschouwers: 45.400 Scheidsrechter: Ronald Bridges (WAL) |
| 26 september 1984 «onderlinge duels» 19:00 uur (UTC+2) | Preben Elkjær Larsen 56' |       |           | Idrætsparken, Kopenhagen Toeschouwers: 45.400 Scheidsrechter: Ronald Bridges (WAL) |

|                                                      |                             |       |                          |                                                                              |
| 10 oktober 1984 «onderlinge duels» 19:00 uur (UTC+1) | Noorwegen                   | 1 – 1 | Sovjet-Unie              | Ullevaalstadion, Oslo Toeschouwers: 13.798 Scheidsrechter: Volker Roth (FRG) |
| 10 oktober 1984 «onderlinge duels» 19:00 uur (UTC+1) | Hallvar Thoresen 55' (pen.) |       | 74' Hennadii Lytovchenko | Ullevaalstadion, Oslo Toeschouwers: 13.798 Scheidsrechter: Volker Roth (FRG) |

|                                                      |                      |       |            |                                                                                |
| 17 oktober 1984 «onderlinge duels» 20:00 uur (UTC+1) | Zwitserland          | 1 – 0 | Denemarken | Wankdorf Stadion, Bern Toeschouwers: 38.000 Scheidsrechter: Neil Midgley (ENG) |
| 17 oktober 1984 «onderlinge duels» 20:00 uur (UTC+1) | Umberto Barberis 42' |       |            | Wankdorf Stadion, Bern Toeschouwers: 38.000 Scheidsrechter: Neil Midgley (ENG) |

|                                                      |                  |       |         |                                                                                  |
| 17 oktober 1984 «onderlinge duels» 19:00 uur (UTC+1) | Noorwegen        | 1 – 0 | Ierland | Ullevaalstadion, Oslo Toeschouwers: 15.379 Scheidsrechter: Klaus Scheurell (DDR) |
| 17 oktober 1984 «onderlinge duels» 19:00 uur (UTC+1) | Pål Jacobsen 43' |       |         | Ullevaalstadion, Oslo Toeschouwers: 15.379 Scheidsrechter: Klaus Scheurell (DDR) |

|                                                       |                                                                   |       |         |                                                                                  |
| 14 november 1984 «onderlinge duels» 19:00 uur (UTC+1) | Denemarken                                                        | 3 – 0 | Ierland | Idrætsparken, Kopenhagen Toeschouwers: 45.300 Scheidsrechter: Robert Wurtz (FRA) |
| 14 november 1984 «onderlinge duels» 19:00 uur (UTC+1) | Preben Elkjær Larsen 30' Preben Elkjær Larsen 46' Søren Lerby 52' |       |         | Idrætsparken, Kopenhagen Toeschouwers: 45.300 Scheidsrechter: Robert Wurtz (FRA) |

|                                                    |                                        |       |                                           |                                                                                |
| 17 april 1985 «onderlinge duels» 20:00 uur (UTC+2) | Zwitserland                            | 2 – 2 | Sovjet-Unie                               | Wankdorfstadion, Bern Toeschouwers: 42.432 Scheidsrechter: Bob Valentine (SCO) |
| 17 april 1985 «onderlinge duels» 20:00 uur (UTC+2) | Georges Bregy 43' (pen.) Andy Egli 90' |       | 36' Joeri Gavrilov 80' Anatoli Demjanenko | Wankdorfstadion, Bern Toeschouwers: 42.432 Scheidsrechter: Bob Valentine (SCO) |

|                                                 |         |       |           |                                                                                |
| 1 mei 1985 «onderlinge duels» 18:45 uur (UTC+1) | Ierland | 0 – 0 | Noorwegen | Lansdowne Road, Dublin Toeschouwers: 20.049 Scheidsrechter: Lajos Németh (HUN) |
| 1 mei 1985 «onderlinge duels» 18:45 uur (UTC+1) |         |       |           | Lansdowne Road, Dublin Toeschouwers: 20.049 Scheidsrechter: Lajos Németh (HUN) |

|                                                 |                                                                                   |       |             |                                                                                          |
| 2 mei 1985 «onderlinge duels» 17:00 uur (UTC+4) | Sovjet-Unie                                                                       | 4 – 0 | Zwitserland | Centraal Leninstadion, Moskou Toeschouwers: 94.843 Scheidsrechter: Roger Schoeters (BEL) |
| 2 mei 1985 «onderlinge duels» 17:00 uur (UTC+4) | Oleh Protasov 18' Oleh Protasov 39' Georgiy Kondratyev 44' Georgiy Kondratyev 45' |       |             | Centraal Leninstadion, Moskou Toeschouwers: 94.843 Scheidsrechter: Roger Schoeters (BEL) |

|                                                  |                                                       |       |             |                                                                                 |
| 2 juni 1985 «onderlinge duels» 15:00 uur (UTC+1) | Ierland                                               | 3 – 0 | Zwitserland | Lansdowne Road, Dublin Toeschouwers: 17.300 Scheidsrechter: Paolo Bergamo (ITA) |
| 2 juni 1985 «onderlinge duels» 15:00 uur (UTC+1) | Frank Stapleton 7' Tony Grealish 33' Kevin Sheedy 57' |       |             | Lansdowne Road, Dublin Toeschouwers: 17.300 Scheidsrechter: Paolo Bergamo (ITA) |

|                                                  |                                                                                           |       |                                         |                                                                                     |
| 5 juni 1985 «onderlinge duels» 16:00 uur (UTC+2) | Denemarken                                                                                | 4 – 2 | Sovjet-Unie                             | Idrætsparken, Kopenhagen Toeschouwers: 45.700 Scheidsrechter: Horst Brummeier (AUT) |
| 5 juni 1985 «onderlinge duels» 16:00 uur (UTC+2) | Preben Elkjær Larsen 16' Preben Elkjær Larsen 19' Michael Laudrup 61' Michael Laudrup 64' |       | 25' Oleh Protasov 68' Syarhey Gotsmanav | Idrætsparken, Kopenhagen Toeschouwers: 45.700 Scheidsrechter: Horst Brummeier (AUT) |

|                                                        |             |       |         |                                                                          |
| 11 september 1985 «onderlinge duels» 20:00 uur (UTC+2) | Zwitserland | 0 – 0 | Ierland | Wankdorf, Bern Toeschouwers: 24.000 Scheidsrechter: Emilio Soriano (ESP) |
| 11 september 1985 «onderlinge duels» 20:00 uur (UTC+2) |             |       |         | Wankdorf, Bern Toeschouwers: 24.000 Scheidsrechter: Emilio Soriano (ESP) |

|                                                        |                   |       |            |                                                                                            |
| 25 september 1985 «onderlinge duels» 19:00 uur (UTC+4) | Sovjet-Unie       | 1 – 0 | Denemarken | Centraal Leninstadion, Moskou Toeschouwers: 100.000 Scheidsrechter: Antonis Vassaras (AUT) |
| 25 september 1985 «onderlinge duels» 19:00 uur (UTC+4) | Oleh Protasov 50' |       |            | Centraal Leninstadion, Moskou Toeschouwers: 100.000 Scheidsrechter: Antonis Vassaras (AUT) |

|                                                     |            |       |             |                                                                                  |
| 9 oktober 1985 «onderlinge duels» 19:00 uur (UTC+1) | Denemarken | 0 – 0 | Zwitserland | Idrætsparken, Kopenhagen Toeschouwers: 45.600 Scheidsrechter: Joël Quiniou (FRA) |
| 9 oktober 1985 «onderlinge duels» 19:00 uur (UTC+1) |            |       |             | Idrætsparken, Kopenhagen Toeschouwers: 45.600 Scheidsrechter: Joël Quiniou (FRA) |

|                                                      |                |       | |                                                                            |
| 16 oktober 1985 «onderlinge duels» 19:00 uur (UTC+1) | Noorwegen      | 1 – 5 | Denemarken                                                                                                  | Ullevaalstadion, Oslo Toeschouwers: 18.326 Scheidsrechter: Ioan Igna (ROU) |
| 16 oktober 1985 «onderlinge duels» 19:00 uur (UTC+1) | Tom Sundby 44' |       | 56' Michael Laudrup 63' (pen.) Søren Lerby 65' Preben Elkjær Larsen 75' Klaus Berggreen 78' Klaus Berggreen | Ullevaalstadion, Oslo Toeschouwers: 18.326 Scheidsrechter: Ioan Igna (ROU) |

|                                                      |                                         |       |         |                                                                                        |
| 16 oktober 1985 «onderlinge duels» 19:00 uur (UTC+3) | Sovjet-Unie                             | 2 – 0 | Ierland | Centraal Leninstadion, Moskou Toeschouwers: 99.643 Scheidsrechter: Paolo Casarin (ITA) |
| 16 oktober 1985 «onderlinge duels» 19:00 uur (UTC+3) | Fjodor Tsjerenkov 60' Oleh Protasov 89' |       |         | Centraal Leninstadion, Moskou Toeschouwers: 99.643 Scheidsrechter: Paolo Casarin (ITA) |

|                                                      |                        |       |           |                                                                                         |
| 30 oktober 1985 «onderlinge duels» 19:00 uur (UTC+3) | Sovjet-Unie            | 1 – 0 | Noorwegen | Centraal Leninstadion, Moskou Toeschouwers: 44.696 Scheidsrechter: Brian McGinlay (SCO) |
| 30 oktober 1985 «onderlinge duels» 19:00 uur (UTC+3) | Georgiy Kondratyev 58' |       |           | Centraal Leninstadion, Moskou Toeschouwers: 44.696 Scheidsrechter: Brian McGinlay (SCO) |

|                                                       |                       |       |                |                                                                                     |
| 13 november 1985 «onderlinge duels» 20:00 uur (UTC+1) | Zwitserland           | 1 – 1 | Noorwegen      | Stadion Allmend, Luzern Toeschouwers: 4.500 Scheidsrechter: Itzhak Ben Itzhak (ISR) |
| 13 november 1985 «onderlinge duels» 20:00 uur (UTC+1) | Christian Matthey 53' |       | 39' Tom Sundby | Stadion Allmend, Luzern Toeschouwers: 4.500 Scheidsrechter: Itzhak Ben Itzhak (ISR) |

|                                                     |                    |       |                                                                                       |                                                                                |
| 13 november 1985 «onderlinge duels» 14:30 uur (UTC) | Ierland            | 1 – 4 | Denemarken                                                                            | Lansdowne Road, Dublin Toeschouwers: 12.000 Scheidsrechter: Franz Wöhrer (AUT) |
| 13 november 1985 «onderlinge duels» 14:30 uur (UTC) | Frank Stapleton 6' |       | 7' Preben Elkjær Larsen 49' Michael Laudrup 57' John Sivebæk 76' Preben Elkjær Larsen | Lansdowne Road, Dublin Toeschouwers: 12.000 Scheidsrechter: Franz Wöhrer (AUT) |

### Groep 7
Groep 7 was de spannendste groep van allemaal: na vijf wedstrijden hadden Schotland, Wales en Spanje evenveel punten. Wales had een sterke generatie met Ian Rush van FC Liverpool en Mark Hughes van Manchester United in de aanval. Het had een valse start met nederlagen tegen IJsland en Spanje (3-0), maar herstelde zich met een zege in Glasgow en een 3-0 zege op Spanje dankzij twee goals van Rush en een acrobatische omhaal van Hughes. 
Spanje verloor eerder al ook al kansloos in Schotland, speelde de laatste wedstrijd tegen IJsland, maar moest twee weken van tevoren tevoren toekijken bij de wedstrijd Wales-Schotland. Schotland had genoeg aan een gelijkspel om in ieder geval boven Wales te eindigen. Mark Hughes scoorde al na twaalf minuten en Schotland stormde onafgebroken op het doel van Wales. In de 80e minuut scoorde Schotland via een strafschop en het bleef tot het einde spannend. De spanning leverde een drama op, de Schotse coach Jock Stein stortte na het laatste fluitsignaal in en overleed in de catacomben van het stadion aan een hartstilstand. Aberdeen-coach Alex Ferguson zou hem tijdelijk opvolgen. Spanje moest nu in Sevilla winnen van IJsland en boog in de tweede helft een 1-0 achterstand om: 2-1 met het winnende doelpunt van Real Madrid-speler Rafael Gordillo. Meest belovende nieuwe speler was Emilio Butragueño, de veel scorende jonge spits van Real Madrid, bijgenaamd "De Gier". Schotland moest nu een Play-Off wedstrijd spelen tegen de winnaar van de Oceanië-groep.
| Pos | Land      | Wed | Win | Gel | Ver | DV | DT | +/− | Pnt |
| --- | --------- | --- | --- | --- | --- | -- | -- | --- | --- |
| 1.  | Spanje    | 6   | 4   | 0   | 2   | 9  | 8  | +1  | 8   |
| 2.  | Schotland | 6   | 3   | 1   | 2   | 8  | 4  | +4  | 7   |
| 3.  | Wales     | 6   | 3   | 1   | 2   | 7  | 6  | +1  | 7   |
| 4.  | IJsland   | 6   | 1   | 0   | 5   | 4  | 10 | −6  | 2   |

|                                                  |                  |       |       |                                                                                    |
| 12 september 1984 «onderlinge duels» 17:15 (UTC) | IJsland          | 1 – 0 | Wales | Laugardalsvöllur, Reykjavik Toeschouwers: 10.837 Scheidsrechter: Erik Jensen (DEN) |
| 12 september 1984 «onderlinge duels» 17:15 (UTC) | Magnús Bergs 52' |       |       | Laugardalsvöllur, Reykjavik Toeschouwers: 10.837 Scheidsrechter: Erik Jensen (DEN) |

|                                                      |                                                        |       |       |                                                                                                |
| 17 oktober 1984 «onderlinge duels» 21:00 uur (UTC+1) | Spanje                                                 | 3 – 0 | Wales | Estadio Benito Villamarín, Sevilla Toeschouwers: 26.564 Scheidsrechter: Erik Fredriksson (SWE) |
| 17 oktober 1984 «onderlinge duels» 21:00 uur (UTC+1) | Poli Rincón 7' Lobo Carrasco 81' Emilio Butragueño 90' |       |       | Estadio Benito Villamarín, Sevilla Toeschouwers: 26.564 Scheidsrechter: Erik Fredriksson (SWE) |

|                                                  |                                                      |       |         |                                                                                 |
| 17 oktober 1984 «onderlinge duels» 20:00 (UTC+1) | Schotland                                            | 3 – 0 | IJsland | Hampden Park, Glasgow Toeschouwers: 52.829 Scheidsrechter: Egbert Mulders (NED) |
| 17 oktober 1984 «onderlinge duels» 20:00 (UTC+1) | Paul McStay 26' Paul McStay 40' Charles Nicholas 74' |       |         | Hampden Park, Glasgow Toeschouwers: 52.829 Scheidsrechter: Egbert Mulders (NED) |

|                                                     |                                                    |       |                       |                                                                               |
| 14 november 1984 «onderlinge duels» 20:00 uur (UTC) | Schotland                                          | 3 – 1 | Spanje                | Hampden Park, Glasgow Toeschouwers: 74.299 Scheidsrechter: Adolf Prokop (DDR) |
| 14 november 1984 «onderlinge duels» 20:00 uur (UTC) | Mo Johnston 33' Mo Johnston 42' Kenny Dalglish 71' |       | 65' Andoni Goikoetxea | Hampden Park, Glasgow Toeschouwers: 74.299 Scheidsrechter: Adolf Prokop (DDR) |

|                                                 |                                   |       |                     |                                                                                |
| 14 november 1984 «onderlinge duels» 19:30 (UTC) | Wales                             | 2 – 1 | IJsland             | Ninian Park, Cardiff Toeschouwers: 10.504 Scheidsrechter: Éamonn Farrell (IRL) |
| 14 november 1984 «onderlinge duels» 19:30 (UTC) | Mickey Thomas 36' Mark Hughes 62' |       | 55' Pétur Pétursson | Ninian Park, Cardiff Toeschouwers: 10.504 Scheidsrechter: Éamonn Farrell (IRL) |

|                                                       |               |       |           |                                                                                                  |
| 27 februari 1985 «onderlinge duels» 20:30 uur (UTC+1) | Spanje        | 1 – 0 | Schotland | Estadio Ramón Sánchez Pizjuán, Sevilla Toeschouwers: 54.524 Scheidsrechter: Michel Vautrot (FRA) |
| 27 februari 1985 «onderlinge duels» 20:30 uur (UTC+1) | Paco Clos 48' |       |           | Estadio Ramón Sánchez Pizjuán, Sevilla Toeschouwers: 54.524 Scheidsrechter: Michel Vautrot (FRA) |

|                                                  |           |              |       |                                                                                |
| 27 maart 1985 «onderlinge duels» 20:00 uur (UTC) | Schotland | 0 – 1        | Wales | Hampden Park, Glasgow Toeschouwers: 62.424 Scheidsrechter: Alexis Ponnet (BEL) |
| 27 maart 1985 «onderlinge duels» 20:00 uur (UTC) |           | 37' Ian Rush |       | Hampden Park, Glasgow Toeschouwers: 62.424 Scheidsrechter: Alexis Ponnet (BEL) |

|                                                    |                                           |       |        |                                                                                  |
| 30 april 1985 «onderlinge duels» 19:30 uur (UTC+1) | Wales                                     | 3 – 0 | Spanje | Racecourse Ground, Wrexham Toeschouwers: 23.494 Scheidsrechter: Jan Keizer (NED) |
| 30 april 1985 «onderlinge duels» 19:30 uur (UTC+1) | Ian Rush 44' Mark Hughes 53' Ian Rush 86' |       |        | Racecourse Ground, Wrexham Toeschouwers: 23.494 Scheidsrechter: Jan Keizer (NED) |

|                                            |         |              |           |                                                                                           |
| 28 mei 1985 «onderlinge duels» 19:00 (UTC) | IJsland | 0 – 1        | Schotland | Laugardalsvöllur, Reykjavik Toeschouwers: 15.052 Scheidsrechter: Anatoli Miltsjenko (URS) |
| 28 mei 1985 «onderlinge duels» 19:00 (UTC) |         | 86' Jim Bett |           | Laugardalsvöllur, Reykjavik Toeschouwers: 15.052 Scheidsrechter: Anatoli Miltsjenko (URS) |

|                                             |                      |       |                                           |                                                                                    |
| 12 juni 1985 «onderlinge duels» 20:00 (UTC) | IJsland              | 1 – 2 | Spanje                                    | Laugardalsvöllur, Reykjavik Toeschouwers: 10.410 Scheidsrechter: André Daina (SUI) |
| 12 juni 1985 «onderlinge duels» 20:00 (UTC) | Teitur Þórðarson 33' |       | 50' Manuel Sarabia 67' Marcos Alonso Peña | Laugardalsvöllur, Reykjavik Toeschouwers: 10.410 Scheidsrechter: André Daina (SUI) |

|                                                        |                 |       |                         |                                                                            |
| 10 september 1985 «onderlinge duels» 19:30 uur (UTC+1) | Wales           | 1 – 1 | Schotland               | Ninian Park, Cardiff Toeschouwers: 34.247 Scheidsrechter: Jan Keizer (NED) |
| 10 september 1985 «onderlinge duels» 19:30 uur (UTC+1) | Mark Hughes 13' |       | 81' (pen.) Davie Cooper | Ninian Park, Cardiff Toeschouwers: 34.247 Scheidsrechter: Jan Keizer (NED) |

|                                      |                                         |       |                     |                                                                                                  |
| 25 september 1985 «onderlinge duels» | Spanje                                  | 2 – 1 | IJsland             | Estadio Benito Villamarín, Sevilla Toeschouwers: 45.000 Scheidsrechter: Siegfried Kirschen (DDR) |
| 25 september 1985 «onderlinge duels» | Hipólito Rincón 44' Rafael Gordillo 51' |       | 36' Pétur Pétursson | Estadio Benito Villamarín, Sevilla Toeschouwers: 45.000 Scheidsrechter: Siegfried Kirschen (DDR) |

## Play-off
|                                                      |                       |       |           |                                                                                                   |
| 16 oktober 1985 «onderlinge duels» 20:00 uur (UTC+1) | België                | 1 – 0 | Nederland | Constant Vanden Stockstadion, Anderlecht Toeschouwers: 30.764 Scheidsrechter: Pietro D`Elia (ITA) |
| 16 oktober 1985 «onderlinge duels» 20:00 uur (UTC+1) | Frank Vercauteren 19' |       |           | Constant Vanden Stockstadion, Anderlecht Toeschouwers: 30.764 Scheidsrechter: Pietro D`Elia (ITA) |

|                                                             |                                  |       |                  |                                                                               |
| 20 november 1985 № 427 «onderlinge duels» 20:00 uur (UTC+1) | Nederland                        | 2 – 1 | België           | De Kuip, Rotterdam Toeschouwers: 48.962 Scheidsrechter: George Courtney (ENG) |
| 20 november 1985 № 427 «onderlinge duels» 20:00 uur (UTC+1) | Peter Houtman 60' Rob de Wit 71' |       | 84' Georges Grün | De Kuip, Rotterdam Toeschouwers: 48.962 Scheidsrechter: George Courtney (ENG) |

Over twee wedstrijden stond het nog gelijk, België kwalificeerde zich, omdat het meer uitdoelpunten gescoord had.

## Intercontinentale play-off

### UEFA / OFC
|                                                     |                                      |       |           |                                                                                   |
| 20 november 1985 «onderlinge duels» 20:00 uur (UTC) | Schotland                            | 2 – 0 | Australië | Hampden Park, Glasgow Toeschouwers: 62.329 Scheidsrechter: Vojtech Christov (TCH) |
| 20 november 1985 «onderlinge duels» 20:00 uur (UTC) | Davie Cooper 57' Frank McAvennie 60' |       |           | Hampden Park, Glasgow Toeschouwers: 62.329 Scheidsrechter: Vojtech Christov (TCH) |

|                                                       |           |       |           |                                                                                |
| 4 december 1985 «onderlinge duels» 20:00 uur (UTC+11) | Australië | 0 – 0 | Schotland | Olympic Park, Melbourne Toeschouwers: 29.852 Scheidsrechter: José Wright (BRA) |
| 4 december 1985 «onderlinge duels» 20:00 uur (UTC+11) |           |       |           | Olympic Park, Melbourne Toeschouwers: 29.852 Scheidsrechter: José Wright (BRA) |

Schotland won over twee wedstrijden met 2–0 en kwalificeerde zich voor het hoofdtoernooi.